# Ofu Airport
Ofu Airport är en flygplats i Amerikanska Samoa (USA).   Den ligger i distriktet Manuadistriktet, i den västra delen av landet, 110 km öster om huvudstaden Pago Pago. Ofu Airport ligger 3 meter över havet. Den ligger på ön Ofu Island.
Terrängen runt Ofu Airport är lite kuperad.  Trakten är glest befolkad. Närmaste större samhälle är Ta`ū, 17,7 km öster om Ofu Airport. 